# Opistophthalmus luciranus
Espèce
Opistophthalmus luciranus est une espèce de scorpions de la famille des Scorpionidae.

## Distribution
Cette espèce est endémique de la province de Namibe en Angola,.

## Description
La femelle holotype mesure 67 mm.

## Systématique et taxinomie
Cette espèce a été placée en synonymie avec Opistophthalmus ugabensis par Lamoral en 1979. Elle est relevée de synonymie par Prendini en 2001.

## Étymologie
Son nom d'espèce lui a été donné en référence au lieu de sa découverte, Lucira.

## Publication originale
- Lawrence, 1959 : A collection of Arachnida and Myriapoda from the Transvaal Museum. Annals of the Transvaal Museum, vol. 23, no 4, p. 363-386 (texte intégral).